# Hans Peter Wehrli
Hans Peter Wehrli (* 28. Juli 1952 in Küttigen) ist ein Schweizer Wirtschaftswissenschaftler. Er ist emeritierter Professor für Betriebswirtschaftslehre und war von 1993 bis 2017 Inhaber des Lehrstuhls Marketing an der Universität Zürich.

## Leben
Nach der Matura an der Kantonsschule Aarau studierte Hans Peter Wehrli bis 1977 an der Universität Zürich Volkswirtschaftslehre und promovierte 1980 in Betriebswirtschaftslehre (Dr. oec. publ., Prädikat: summa cum laude). 1985 verbrachte er Forschungsaufenthalte an der University of California in Berkeley und der Harvard Business School in Boston und war vollamtlicher Dozent an der Universität St. Gallen. 1988 wurde ihm die Venia Legendi in Betriebswirtschaftslehre verliehen (Privatdozent). 1988/89 war er Lehrstuhlvertreter der C4-Professur für Verwaltungswissenschaften an der Universität Konstanz, bevor er 1989 Assistenzprofessor an der Universität Zürich wurde. Von 1993 bis 2017 führte er als ordentlicher Professor für Betriebswirtschaftslehre an der Universität Zürich den Lehrstuhl Marketing.
In seiner Forschung beschäftigt er sich insbesondere mit dem Beziehungsmarketing (CRM). Seine Expertise auf diesem Forschungsgebiet wurde mit der preisgekrönten Publikation "Relationship Marketing in Value Systems" gewürdigt (Best Paper Award an der 2nd Research Conference on Relationship Marketing 1994, Atlanta, GA, USA).
Von 2002 bis 2008 war Hans Peter Wehrli Dekan der Wirtschaftswissenschaftlichen Fakultät. Er führte die Fakultät dabei durch eine starke Wachstumsphase mit zahlreichen Berufungen, begleitete die Einführung des Bologna-Systems an der Fakultät und erreichte Akkreditierungen bei EQUIS und AACSB. Er unterstützte auch die Gründung der OEC ALUMNI UZH, in deren Patronatskomitee er mitwirkt. 
Bei zahlreichen Weiterbildungsstudiengängen der Universität Zürich wirkt er als Dozent in Marketing und auch in leitender Funktion mit (u. a. EMBA, EMAA, CUREM, MedLead). 
Wehrli vermittelte weit über 10'000 Studierenden die Grundlagen des Marketing und betreute seit 2004 mehr als 200 Bachelor- und Masterarbeiten von Studierenden. Er hielt weit über 200 Referate und Seminare zu Management und Marketing.

## Mandate
Wehrli wirkt in diversen Verwaltungsräten und anderen Gremien mit. Unter anderem war er Verwaltungsratspräsident der Swiss Prime Site AG, der grössten Schweizer Immobilienaktiengesellschaft, und der Belimo Holding AG, einer Unternehmensgruppe im Bereich elektrische Antriebslösungen in der Heizungs-, Lüftungs- und Klimatechnik. Weitere Mandate hat er bei Datacolor AG, bei der Jakob Härdi AG und bei der Gebäudeversicherung Bern (GVB) inne. 
Weiter ist Wehrli beratend tätig und engagiert sich in vielen anderen Gremien, beispielsweise als Mitglied der Jury des SEF.Award des Swiss Economic Forum.
Für die Studierenden der Universität Zürich engagiert sich Wehrli beispielsweise seit langer Zeit in der Stiftung Darlehenskasse der Studentenschaft der Universität Zürich (DSUZ), deren langjähriger Präsident er ist.